# Evan Rachel Wood
Evan Rachel Wood, ameriška televizijska, gledališka in filmska igralka ter pevka, * 7. september 1987, Raleigh, Severna Karolina, Združene države Amerike.
S svojo kariero je pričela v poznih devetdesetih, ko se je pojavila v mnogih televizijskih serijah, kot sta American Gothic in Once and Again. Kot glavna igralka se je prvič pojavila v filmu Little Secrets leta 2002, prepoznavna pa je postala po tem, ko je v vlogi Tracy zaigrala v filmu Trinajstletnici, s katerim se je iz filmov za otroke preusmerila bolj na filme za odrasle.
Evan Rachel Wood je s kariero nadaljevala in se pojavljala predvsem v neodvisnih filmih, kot so Pretty Persuasion (2005), V dolini (2006), Življenje na robu (2006) in Across the Universe (2007). Njeno igranje in njo samo filmski kritiki večkrat pohvalijo, novinar revije The Guardian je, na primer, napisal, da je Woodova »izredno modra za svoja leta« in jo hkrati označil za »najboljšo igralko v njeni generaciji«. Njeno razmerje s pevcem Marilynom Mansonom, s katerim je bila v letu 2010 zaročena, je v javnosti dobilo veliko pozornosti.

## Zgodnje življenje in družina
Evan Rachel Wood se je rodila v Raleighu, Severna Karolina, Združene države Amerike, v judovski umetniški družini. Njen oče, Ira David Wood III, je lokalni igralec, pevec in režiser v gledališču, njena mama, Sara Lynn Moore (roj. 6. marec 1958), pa je igralka, učiteljica igranja in režiserka. Ima tudi dva brata: Dana in Iro Davida IV (slednji se tudi uveljavlja v igralskem poslu). Njena teta, Carol Winstead Wood, je Hollywoodska oblikovalka.
Ona in njena brata so bili že od otroštva vključeni v razne gledališke igre; med drugim je nastopala v gledališki igri A Christmas Carol, ki jo je režiral njen oče in je bila predvajana leta 1987, torej je bila Evan Rachel takrat stara komaj nekaj mesecev. V gledališki igri The Miracle Worker (ki jo je režiral njen oče) je poleg svoje mame (ki je imela vlogo Annie Sullivan) igrala Helen Keller, duha božične preteklosti.

## Kariera

### 1994–2000: Zgodnja dela
Evan Rachel Wood se je prvič na malih televizijskih ekranih pojavila v raznih televizijskih filmih leta 1994, imela pa je tudi manjšo vlogo v televizijski seriji American Gothic. Leta 1996 so se njeni starši razšli in kasneje tudi razvezali, ona pa se je skupaj z mamo preselila v Los Angeles, Kalifornija. Po eni sezoni igranja v televizijski seriji Privid zločina, je bila izbrana za vlogo Jessie Sammler v televizijski seriji Once and Again.
Njena prva glavna vloga je prišla s filmom Rov do Kitajske, v katerem sta igrala tudi Kevin Bacon in Mary Stuart Masterson. Film je dobil nagrado Children's Jury Award na filmskem festivalu Chicago International Children's Film Festival. Vloge se Evan Rachel Wood spominja kot precej težke, vendar pravi, da je takrat spoznala, da je igranje nekaj, kar si želi početi vse življenje. V istem letu je poleg Sandre Bullock in Nicole Kidman igrala v fantazijskem filmu, ki ga je režiral Griffin Dunne, Čarovnije za vsak dan. V njem je igrala Kylie Owens, starejšo hčerko lika Sandre Bullock.

### 2001–2005: Preboj
Kot najstnica se je prvič pojavila v filmu Little Secrets iz leta 2002, ki ga je režiral Blair Treu. V njem igra navdihujočo štirinajstletno violonistko po imenu Emily Lindstrom, za to vlogo pa je dobila nominacijo za nagrado Young Artist Award. V istem letu je igrala tudi stransko vlogo v filmski drami Andrewa Niccola, S1m0ne, v katerem je igral tudi Al Pachino.
Njen preboj je sledil leta 2003, ko je poleg Nikki Reed in Holly Hunter igrala v filmu Trinajstletnici. V tem filmu je dobila glavno vlogo, vlogo Tracy Louise Freeland, ene izmed dveh trinastletnih najstnic, ki se kmalu soočita s seksom, drogami, zločini in alkoholom. Za ta film je dobila nominacijo za Zlati globus in nagrado Screen Actors Guild Award. Istega leta je igrala ugrabljeno hčerko, Lilly Gilkeson, poleg Cate Blanchett in Tommyja Leeja Jonesa v filmu Rona Howarda z naslovom The Missing, pojavila pa se je tudi v epizodi televizijske serije Na kraju zločina, z naslovom »Got Murder?«.
Leta 2005 se Evan Rachel Wood pojavi v filmu Jezne in zaljubljene, ki ga je režiral Mike Binder, v njem pa sta igrala tudi Kevin Costner in Joan Allen. Woodova je dobila vlogo Lavender »Popeye« Wolfmeyer, eno izmed štirih sester, ki se soočajo z odsotnostjo njihovega očeta. Film je bil prikazan iz oči njenega lika.
Njeni naslednji dve vlogi sta bili v dveh neodvisnih filmih. Leta 2005 so jo na filmskem festivalu Sundance Film Festival nominirali za nagrado Grand Jury Prize.
V filmu V dolini, ki ga je režiral režiser David Jacobson, se je njen lik, Tobe, zaljubil v starejšega moškega, kavboja, ki je pravo nasprotje sodobni družbi (Edward Norton). Njen nastop je bil s strani kritikov ocenjen precej pozitivno.
Leta 2005 se je Woodova pojavila v videospotu glasbene skupine Bright Eyes za pesem »At the Bottom of Everything« in v Green Dayevem videospotu za pesem »Wake Me Up When September Ends«.

### 2006 - danes
Septembra 2006 od revije Premiere Evan Rachel Wood prejme nagrado Spotlight Award. Istega leta jo revija The Guardian označi za »izredno modro za njena leta« in za »najboljšo igralko v njeni generaciji«.
Kasneje leta 2006 se Woodova kot Natalie Finch pojavi v komični drami Življenje na robu, ki temelji na biografiji Augustena Burroughsa. Film je režiral Ryan Murphy in v njem je igrala tudi Annette Bening. Evan Rachel Wood je za ta film tudi osvojila nagrado na filmskem festivalu Cannes Film Festival.
Imela je vloge v dveh filmih, ki sta izšla septembra 2007. Film Kralji Kalifornije je premiero doživel na filmskem festivalu Sundance Film Festival, zgodba sama pa je govorila o jazz glasbeniku (Michael Douglas) in njegovi dolgo trpeči najstniški hčerki Mirandi (Evan Rachel Wood), ki se vrne iz dvoletnega bivanja v inštitutu za duševno bolne. Miranda in njen oče kmalu po njeni vrnitvi začneta iskati nek španski zaklad. Eden izmed kritikov je njen nastop ocenil kot »odličen«.
Muzikal Across the Universe, ki ga je režirala Julie Taymor, je bil nominiran za Zlati globus in Oskarja. Sneman je bil predvsem v Liverpoolu, New Yorkju, in Vietnamu, osredotočili pa so se na več likov, ki so živeli v šestdesetih, v času kulturne revolucije. V njem so predvajali pesmi slavne glasbene skupine Beatli. Woodova, ki pravi, da je glasba Beatlov ena izmed najpomembnejših reči v njenem življenju, je v filmu igrala Lucy, Judeovo (Jim Sturgess) dekle.
Evan Rachel Wood posodi glas vesoljcu po imenu Mala v animiranemu filmu Bitka za planet Terra 3D. Na filmskem festivalu Ottawa International Animation Festival leta 2008 je film dobil nagrado Grand Prize, film sam pa je bil prikazan tudi na filmskem festivalu San Francisco International Film Festival.
Igrala je tudi v filmu Življenje v hipu, ki ga je režiral Vadim Perelman in temelji na istoimenskem romanu pisateljice po imenu Laura Kasischke. Film govori o dveh najstnikih in njunem prijateljstvu, ki kljubuje njunima različnima značajema. Evan Rachel je v njem igrala mlajšo verzijo Diane (starejšo je igrala Uma Thurman).
V istem letu igra v filmu Darrena Aronofskyja z naslovom Rokoborec, ki je prejel nagrado Golden Lion na filmskem festivalu Venice Film Festival. Film govori o Randyju »Ramu« Robinsonu (Mickey Rourke), profesionalnemu rokoborcu iz osemdesetih, ki se odloči, da se bo upokojil, saj je imel pred kratkim srčni napad, ki je grozil, da ga bo ubil naslednjič, ko se bo boril. Woodova v filmu igra Stephenie, Robinsonovo odtujeno hčer.
Dobila je vlogo v filmu Woodyja Allena, Kar koli že deluje. Film je bil prvič predvajan na filmskem festivalu Tribeca Film Festival leta 2009, Evan Rachel Wood pa v njem igra mlado ženo Larryja Davida. V mesecu maju leta 2009 je igrala Julijo v šestih gledaliških igrah, pripravljenih po drami Williama Shakespeara, Romeo in Julija. Igre so bile predstavljene v gledališču Theater In The Park. Igro je režiral in produciral njen brat, ki je v njej tudi igral.
30. avgusta 2009 in 13. septembra 2009 se Evan Rachel Wood pojavi v dveh epizodah vampirske televizijske serije za odrasle Prava kri, v kateri je igrala vampirsko kraljico Sophie-Anne Leclerq.

### Prihajajoči projekti
26. junija 2009 je bilo potrjeno, da bo Evan Rachel Wood igrala Mary Jane Watson v Broadwayskem muzikalu z naslovom Spider-Man: Turn Off the Dark, ki je na odre prišel 25. februarja 2010. Njen sodelavec iz filma Across the Universe, Jim Sturgess, je povedal, da režijo za igro prevzela Julie Taymor. Glasbo so napisali Bono, The Edge in band U2, člani, ki naj bi v igri igrali, pa naj bi sestavljala tudi Woodova in Sturgess.
Igrala naj bi tudi pisateljico Anne Brontë v filmu Brontë, naslovni lik v filmu Flora Plum in se pojavila v filmu Phantasmagoria: The Visions of Lewis Carroll. Vlogo naj bi imela tudi v prihajajočem filmu z naslovom The Conspirator. Revija Variety je maja 2010 poročala, da bo Evan Rachel Wood poleg Marilyna Mansona zaigrala v filmu Splatter Sisters.

## Zasebno življenje
Evan Rachel Wood se je šolala doma in si je diplomo prislužila v starosti petnajst let. Ima črni pas v taekwondoju.
Opisuje se kot dekle, ki ni za zabave in raje ostaja v ozadju; pravi tudi, da zaradi svoje osebnosti ne živi pravega Hollywoodskega stila življenja. Leta 2006 je Evan Rachel začela hoditi z angleškim igralcem Jamiejem Bellom, ki ga je spoznala na snemanju videospota za pesem »Wake Me Up When September Ends«. Je tudi zelo dobra prijateljica z igralcem po imenu Joseph Gordon-Levitt.
Leta 2007 v javnost pride novica, da Evan Rachel Wood hodi z Marilynom Mansonom. Par se je spoznal na zabavi v hotelu Chateau Marmont Hotel; Evan Rachel Wood je kasneje povedala, da jo je privlačila posebej njegova črna črta okoli oči, nekoč pa je njuno razmerje opisala kot »zdravo in ljubeče«. Dva portreta Woodove, ki ju je narisal Manson, sta razstavljena v galeriji Celebritarian Corporation Gallery of Fine Art. Evan Rachel naj bi Marilyna Mansona navdihnila za pisanje pesmi in tako naj bi nastala pesem »Heart-Shaped Glasses«, pojavila pa se je tudi v videospotu zanjo. Njuno razmerje se je končalo sporazumno, leta 2008. Leta 2009 sta bila za kratek čas spet skupaj, a kmalu sta z razmerjem spet končala in se odločila, da se bosta raje posvetila karieram. Decembra 2009 sta povedala, da sta spet skupaj. 5. januarja 2010 pa je par potrdil zaroko. 17. avgusta 2010 je revija People poročala, da je par končal z njunim razmerjem zgodaj tistega meseca.
Leta 2011 se je na twitterju razkrila kot biseksualka.
Oktobra 2012 se je poročila z Jamiem Bellom, leto kasneje pa se jima je rodil sin. Wood in Bell sta se ločila leta 2014. Po ločitvi je Wood imela razmerje z igralko Katherine Moennig.

## Filmografija
| Leto      | Naslov                                       | Vloga                       | Opombe |
| --------- | -------------------------------------------- | --------------------------- | --- |
| 1998      | Rov do Kitajske                              | Harriet Frankovitz          | omejena izdaja |
| 1998      | Čarovnije za vsak dan                        | Kylie Owens                 | Nominirana - Young Artist Award |
| 1998      | Privid zločina                               | Chloe Waters                | TV serija Nominirana - Young Artist Award |
| 1999      | Down Will Come Baby                          | Robin Garr                  | Televizijski film Nominirana - YoungStar Awards |
| 1999–2002 | Once and Again                               | Jessie Sammler              | TV serija (glavna vloga) Young Artist Award Nominirana - YoungStar Awards |
| 2002      | Little Secrets                               | Emily Lindstrom             | Nominirana - Young Artist Award |
| 2002      | S1m0ne                                       | Lainey Christian            | |
| 2003      | Na kraju zločina                             | Nora Easton                 | TV serija |
| 2003      | The Missing                                  | Lily Gilkeson               | Nominirana - Young Artist Award |
| 2003      | Trinajstletnici                              | Tracy Louise Freeland       | International Film Festival Bratislava Las Vegas Film Critics Society Prism Awards Nominirana — Broadcast Film Critics Association Award Nominirana — Zlati globus Nominirana — Phoenix Film Critics Society Award Nominirana — Satellite Award Nominirana — Screen Actors Guild Award Nominirana — Washington D.C. Area Award Nominirana — Phoenix Film Critics Society Award Nominirana — MTV Movie Award |
| 2005      | Pretty Persuasion                            | Kimberly Joyce              | omejena izdaja |
| 2005      | Jezne in zaljubljene                         | Lavender 'Popeye' Wolfmeyer | |
| 2006      | Življenje na robu                            | Natalie Finch               | |
| 2006      | V dolini                                     | October »Tobe«              | omejena izdaja |
| 2006      | Asterix in vikingi                           | Abba                        | omejena izdaja |
| 2006      | Shark Bait                                   | Cordelia (glas)             | alias The Reef |
| 2007      | Kralji Kalifornije                           | Miranda                     | |
| 2007      | Across the Universe                          | Lucy Carrigan               | |
| 2007      | Bitka za planet Terra 3D                     | Mala                        | glas |
| 2007      | Življenje v hipu                             | Mlada Diana                 | omejena izdaja |
| 2008      | Rokoborec                                    | Stephanie Ramzinski         | |
| 2009      | Kar koli že deluje                           | Melodie                     | |
| 2009      | American Pastoral                            | Levov's Daughter            | pre-produkcija |
| 2009      | Prava kri                                    | Sophie-Anne Leclerq         | TV serija |
| 2010      | The Conspirator                              | Anna Surratt                | v snemanju |
| 2010      | Phantasmagoria: The Visions of Lewis Carroll |                             | pre-produkcija |